# Xu Lizhi
Xu Lizhi (许立志S; Jieyang, 18 luglio 1990 – Shenzhen, 1º ottobre 2014) è stato un poeta cinese.
Xu lavorava per Foxconn, una multinazionale taiwanese che ha attirato l'attenzione dei media sulle gravi condizioni di vita dei suoi operai dopo il suo suicidio, in seguito al quale i suoi amici hanno pubblicato la sua raccolta di poesie.
In Italia, le sue poesie sono state tradotte e pubblicate dall’Istituto Onorato Damen di Catanzaro.

## Vita
Xu Lizhi nacque il 18 luglio 1990 nei pressi di Jieyang, da una famiglia di agricoltori, nella provincia del Guangdong, ed era l'ultimo di tre figli. Mostrò un grande interesse per la lettura di libri già dall'infanzia, soprattutto per la letteratura, anche se aveva un accesso limitato ai libri.
Quando Xu frequentava la scuola superiore, avrebbe voluto entrare all'università, ma i suoi punteggi all'esame di ammissione nazionale non erano abbastanza buoni da permetterglielo. Questo fallimento lo rattristò enormemente. Secondo il padre, Xu "era diventato introverso" e cercò di convincerlo a guadagnarsi da vivere imparando a riparare i computer, mentre il fratello, Xu Hongzhi, lo incoraggiò a cercare opportunità nelle grandi città, diventando così un dagong, un migrante.
Nel 2010 si trasferì, in cerca di lavoro, a Shenzhen, una città relativamente nuova fondata nel 1978 di fronte a Hong Kong, con 13 milioni di abitanti, un luogo che stava attraversando un processo di rapida industrializzazione. Nel 2011 firmò un contratto di lavoro di tre anni con Foxconn, dove lavoravano circa 350mila persone tra operai e impiegati. Qui, le condizioni di lavoro di Xu erano pessime, causavano perdita di sonno, tosse e mal di testa. Poco dopo che Xu iniziò a lavorare per Foxconn, le sue poesie iniziarono a essere sempre più legate alle sue condizioni di lavoro e di vita, lette e apprezzate fra l'altro dai lettori del giornale interno dell'azienda Foxconn People. In particolare, il giovane poeta lamentava della mancanza di svago, di libertà dopo il lavoro. Alla Foxconn si viveva letteralmente solo per lavorare, non si poteva fare nient'altro, dato che finito il proprio turno ci si ritirava nel dormitorio aziendale sempre interno alla fabbrica.

## Poesia
Dopo aver scritto per un giornale e la rivista poetica della fabbrica, Xu Lizhi dal 2012 pubblicò oltre 30 poesie e recensioni. Nei giorni liberi si incontrava spesso con altri scrittori nella biblioteca della sua fabbrica. Nel frattempo pubblicava continuamente le sue opere online e su riviste e incontrava altri poeti della classe operaia di persona o online.
Xu provò più volte a lasciare il suo lavoro e a lavorare appunto come bibliotecario o libraio. Fece domanda per lavorare nella "Central Book Mall", una grande libreria di Shenzhen e nella biblioteca interna della Foxconn. Tuttavia, non riuscì a ottenere il posto in nessuna delle due.

## La morte
Sfumato il sogno di lavorare a contatto con la letteratura e i libri, Xu non partecipò più alle attività del circolo dedicato alla poesia operaia creato da un amico. Tornò quindi alla Foxconn, venne subito riassunto e nello stesso reparto dove aveva lavorato fino a poco tempo prima. Tornare in quella fabbrica per Xu fu un affronto, soprattutto dopo aver tentato una strada di vita diversa e lo vide come un fallimento personale intollerabile.
Stando a un resoconto, il giorno della riassunzione alla Foxconn era il 29 settembre 2014. L'indomani scrisse una poesia dal titolo "Sul letto di morte", in cui dichiarava di "voler tornare a guardare ancora una volta l'oceano, scalare una montagna, assaporare il blu del cielo, ma che non era più in grado di realizzare i propri desideri", anche se si congedava con una frase simbolica: "Quando sono arrivato, stavo bene, e quando me ne sono andato, stavo bene."
Il 1º ottobre 2014, l'anniversario della nascita della Repubblica Popolare Cinese, dopo aver terminato la sua ultima poesia, Xu Lizhi si tolse la vita, a soli 24 anni, lanciandosi dal diciassettesimo piano di un palazzo a Shenzhen.

## Cultura popolare
- Roberto Saviano ha raccontato la storia del poeta nel capitolo intitolato "Solo una vite che cade a terra" del libro Gridalo, ed. Bompiani.[11][9][12][13]
- Il giornalista e scrittore Ivan Carozzi gli ha dedicato un breve capitolo nel suo mini-saggio Fine lavoro mai[14].